# Ковпаківський лісопарк

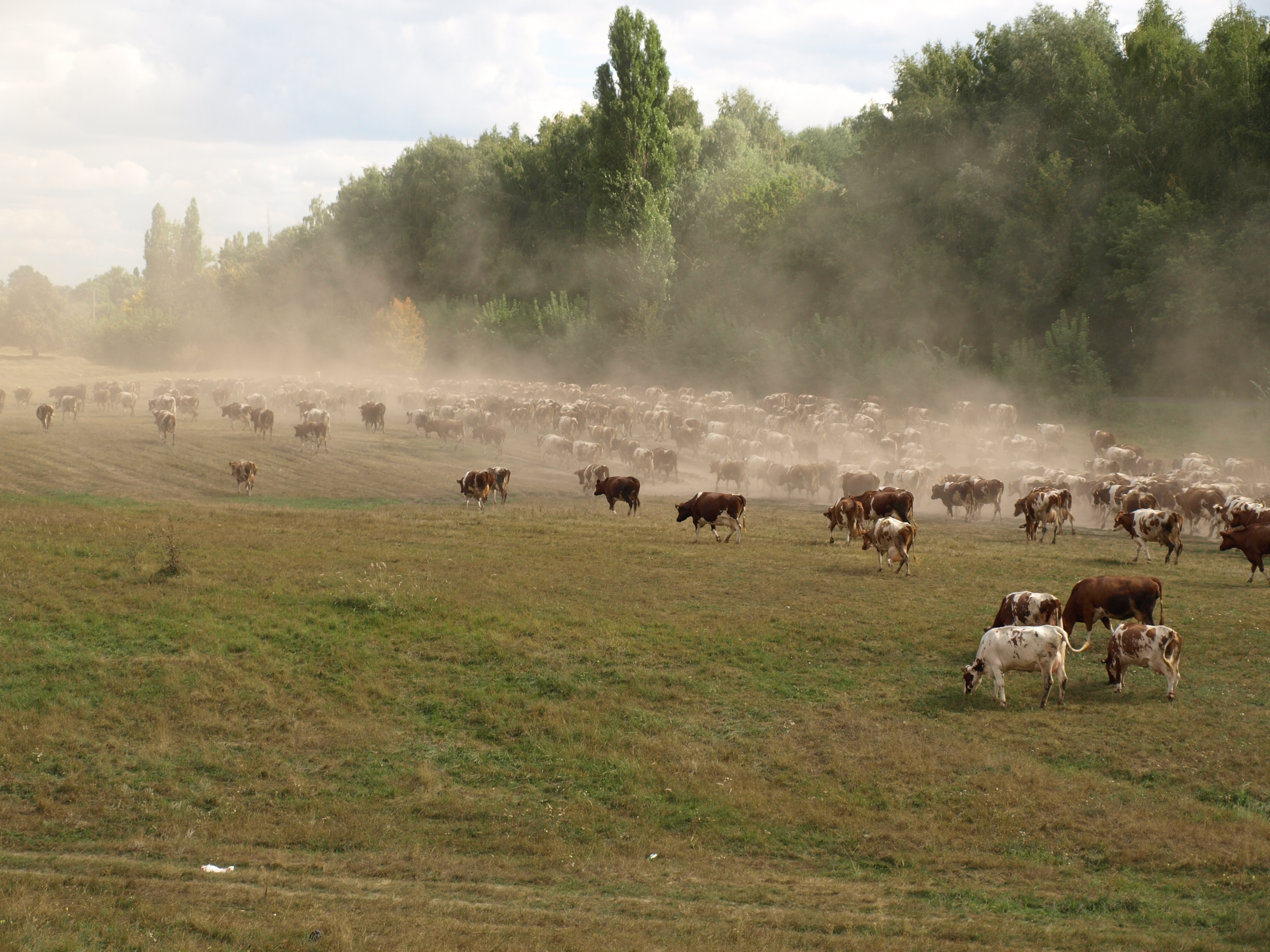

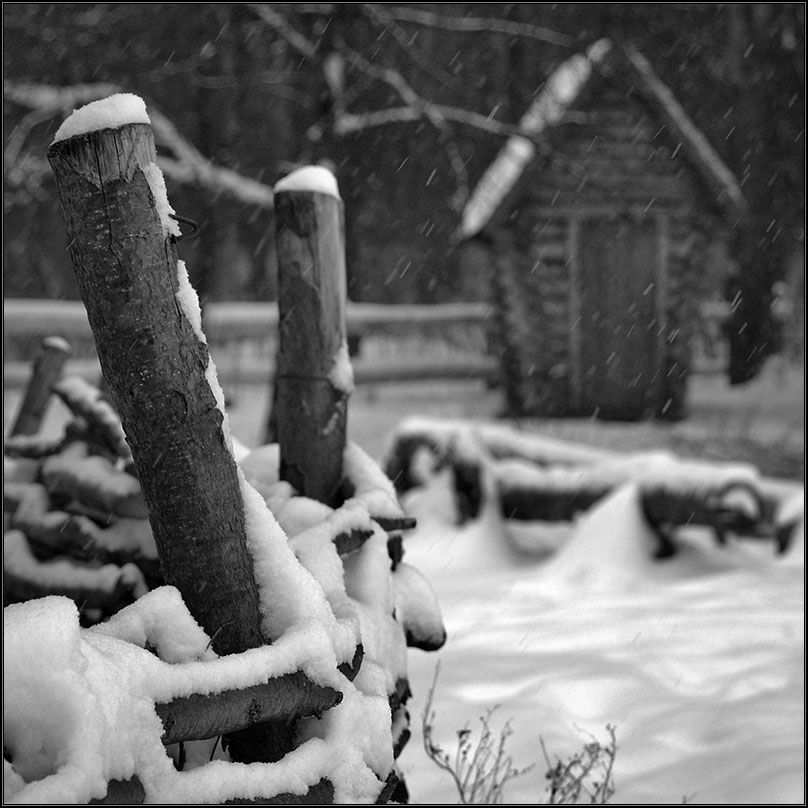
Ковпаківський лісопарк 2

Ковпа́ківський лісопа́рк — парк-пам'ятка садово-паркового мистецтва загальнодержавного значення в Україні. Розташований на обох берегах річки Ворскли, в Котелевському районі Полтавської області, між селом Більськ та смт Котельва, на території Котелевського лісництва. 
Площа 196 га. Статус надано згідно з Постановою колегії Держкомітету РМ УРСР по охороні природи від 30.07.1975 року № 15. Перебуває у віданні Полтавського лісгоспзагу (Котелевське л-во, кв. 40, вид. 16,19; кв. 42, вид. 4-7, 17; кв. 47, вид. 5, 16-33; кв. 48, вид. 5-12; кв. 49, вид. 1-8; кв. 52, вид. 2, 3, 8-19; кв. 54, вид. 1-8; кв. 55, вид. 6-8, 11, 13, 14).

## Загальні відомості

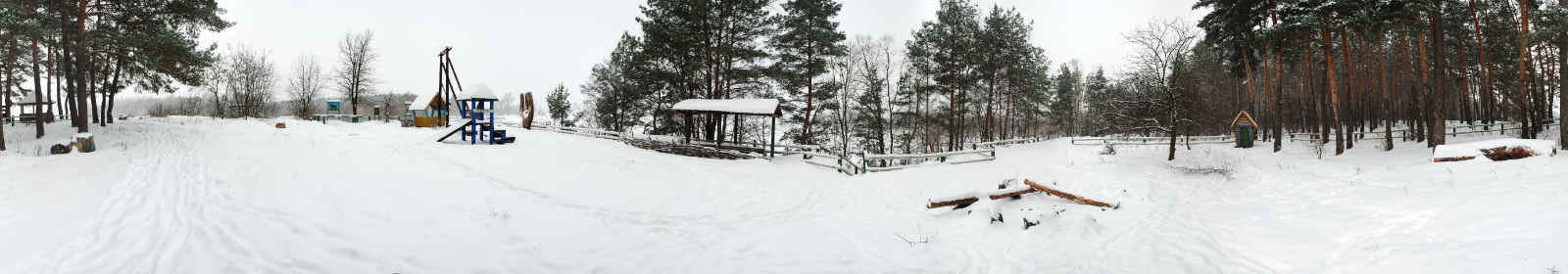
Ковпаківський лісопарк 3

Зростають 75 видів дерев та чагарників, 467 видів трав'янистих рослин (серед них — значна кількість рідкісних). Є близько 60 видів лікарських рослин. Територія парку — це широколистяні ліси, заплавні луги, степові схили і соснові насадження. Зростають дерева, які мають назви власні: сосна Ковпака, сосна-ліра, генеральська сосна, тополя, партизанська, майорські тополі. На підході до лісопарку росте стара тополя, посаджена 1918 року партизаном громадянської війни П. І. Токарем, розстріляним фашистами в 1942 році. Збереглося 50 сосен, посаджених С. А. Ковпаком. До складу лісопарку входить і Дуб Сковороди. На захід від лісопарку розташована пам'ятка природи — «Барвінкова гора». 
В лісопарку — 17 видів ґрунтів, великі запаси прісної та мінеральної води.

## Історія
Закладений у 1918 році з ініціативи та за участю колишніх солдатів-фронтовиків. Після Другої світової війни жителі Котельви вирішили в пам'ять про свого земляка — прославленого партизанського генерала, двічі Героя Радянського Союзу С. Ковпака, створити при західній околиці селища новий лісопарк, відтворити в мініатюрі бойовий шлях ковпаківців по тилах ворога. Деякі жителі Котельви, учні під керівництвом ентузіастів-учителів побували у всіх головних пунктах партизанського рейду, здійсненого в роки війни партизанами-ковпаківцями, зробили ескізи кожного лісу, гаю, ковпаківської землянки. А потім усією громадою садили дерева, кущі, засипали яри, прокладали стежки. Висаджували саджанці брянських дубів, карпатських смерек, поліських кленів, карпатських чагарників. Обладнано землянку С. А. Ковпака. Створена «Партизанська стежка», яка відтворює шлях партизанського з'єднання по тилах німецько-фашистських загарбників від Путивля до Карпат. Ділянки носять відповідні назви: «Спадщанський ліс», «Брянщина», «Деснянщина», «Лельчинці», «Лоївщина», «Прип'ятський гай», «Сарненський гай», «Скалацький гай», «Тетерівщина», «Яремче». Багато саджанців і кущів завезено із цих місць.